# Dan Weiss
Dan Weiss (* 4. März 1977 in Tenafly) ist ein amerikanischer Schlagzeuger und Tablaspieler des Modern Creative, der auch als Komponist hervorgetreten ist. Außerdem spielt er klassische indische Musik.

## Leben und Wirken
Weiss wurde bereits früh durch seinen Gitarre spielenden Vater beeinflusst. Zunächst orientiert an Led Zeppelin (insbesondere John Bonham) und bald darauf an Rush spielte er lange Jahre in Rockbands. Durch seinen Schlagzeuglehrer kam er zum Jazz. Er studierte Jazz Percussion und klassische Komposition an der Manhattan School of Music, um dann Unterricht bei Samir Chatterjee, John Riley, Jamey Haddad (Rahmentrommel) und David Noon zu nehmen. Bei Chatterjee, den er seinen Guru nennt, hatte er neun Jahre Unterricht in klassischer indischer Musik und er spielte mit ihm in Kalkutta.
Weiss leitet ein eigenes Trio (mit Thomas Morgan und dem Pianisten Jacob Sacks), spielt im Duo mit Miles Okazaki bzw. Ari Hoenig und hat ein gemeinsames Bandprojekt mit Lorenzo Feliciati, Joel Harrison, Roy Powell und Cuong Vu. 2005 spielte er ein Soloalbum Tintal Drum Set Solo ein, dem Now Yes When (2006) mit seinem Trio und Tabla Solo 2007 (traditionelle Tabla Musik für Drumset arrangiert) folgte. Weiterhin gehörte er zu den Bands von Eivind Opsvik, David Binney, Rudresh Mahanthappa, Rez Abbasi, Laurent Coq/Miguel Zenon (Rayuela), Florian Weber (Biosphere) und Jackson Harrison sowie zur Drone-Doom-Band Bloody Panda und er trug zu Punjab auf Centennial – Newly Discovered Works of Gil Evans von Ryan Truesdell bei. 
Seine Komposition Trio for Piano, Violin and Percussion wurde 2008 uraufgeführt; sein Werk Layas: For Piano, Drums and Orchestras wurde unter Leitung von Ohad Talmor 2010 in Portugal aufgeführt. Seinem Album Starebaby (2018) folgte mit demselben Quintett Natural Selection (2020). Zusammen mit Okazaki legte er 2021 das Album Music for Drums and Guitar vor. Zu hören ist er u. a. auch auf Ohad Talmors Album Long Forms (2020), Jacob Garchiks Assembly (2022), Jon Irabagons Rising Sun (2022), Matt Mitchells Zealous Angles (2024) und Miguel Zenóns Golden City (2024).
Weiss arbeitet mit indischen Musikern und gehört zum Lehrkörper der New School of Music und der Manhattan School of Music. Er tourte in Europa, Asien (u. a. spielte er klassische indische Musik in Indien) und Südamerika und spielte neben den bereits Genannten unter anderem mit Uri Caine, Ravi Coltrane, Vijay Iyer, Lee Konitz, Dave Liebman, Anna-Lena Schnabel und dem Village Vanguard Orchestra.
2010 gewann er die Rising Star-Kategorie im Down-Beat-Kritikerpoll für Percussion.

## Diskographische Hinweise
- Timshell (Sunnyside 2010)
- Lorenzo Feliciati / Joel Harrison / Roy Powell / Cuong Vu / Dan Weiss Holy Abyss (Cuneiform Records 2011)
- Florian Weber, Don McCaslin, Dan Weiss Criss Cross (Exploring Monk and Bill Evans) (Enja 2015)
- Starebaby (Pi Recordings, 2018), mit Ben Monder, Trevor Dunn, Craig Taborn, Matt Mitchell
- Natural Selection  (2020), mit Craig Taborn, Matt Mitchell, Ben Monder, Trevor Dunn
- Dedication (2022), mit Jacob Sacks, Thomas Morgan
- Even Odds (2024), mit Miguel Zenon, Matt Mitchell
- Unclassified Affections (2025)